# Amy Madigan
Amy Marie Madigan (nascuda l'11 de setembre de 1950) és una actriu nord-americana. Va ser nominada a l'Oscar a la millor actriu secundària per la pel·lícula de 1985 Twice in a Lifetime. Tots els altres crèdits de pel·lícules inclouen Lluitant pel meu fill (1982), En un racó del cor (1984), Camp de somnis (1989), Oncle Buck (1989), La meitat fosca (1993), Pollock: La vida d'un creador (2000) i Adéu, nena, adéu (2007). Va guanyar el Globus d'Or a la millor actriu secundària en sèrie, minisèrie o telefilm i va ser nominada al Primetime Emmy Award a la millor actriu principal en una minisèrie o pel·lícula per la seva interpretació de Sarah Weddington a la pel·lícula de televisió de 1989 Roe vs. Wade.

## Primers de la vida
Madigan va néixer l'11 de setembre de 1950 a Chicago d’una família d'irlandesos estatunidencs catòlics de tercera generació El seu pare, John J. Madigan (1918–2012), era un periodista conegut que va treballar per a Newsweek i va fer comentaris polítics sobre programes com Meet the Press i Face the Nation. Va entrevistar una sèrie de personalitats polítiques, des de Richard Nixon fins a Martin Luther King Jr., i va presentar el seu propi programa amb WBBM (AM). La seva mare era Dolores (née Hanlon; 1921–1992), una assistent administrativa i actriu amateur que actuava al teatre comunitari. Té dos germans, Jack i Jim.
Madigan va assistir a Chicago's St. Aquinas Dominican High School, on va actuar en obres de teatre escolar. A la dècada de 1960, va estudiar piano al Chicago Conservatory of Music, i va assistir a la Universitat Marquette a Milwaukee, Wisconsin, on va obtenir un B.A. en filosofia. Es va traslladar a Los Angeles el 1974. Més tard va estudiar interpretació al Lee Strasberg Theatre and Film Institute.

## Carrera

### Música
A la dècada de 1970, Madigan va seguir una carrera com a músic, cantant solista i veu de la banda Jelly, l'únic àlbum de la qual, A True Story (1977), va ser publicat per Asylum Records. Va aparèixer a Playboy (juny de 1978) nua i coberta de gelatina, per promocionar la seva banda. Va fer una gira pels Estats Units actuant amb diverses bandes fins a finals. dècada de 1970.

### Actuació
A la dècada de 1980, Madigan va passar d'una carrera de cantant a actuar i va estudiar al Lee Strasberg Theatre and Film Institute. El seu primer paper televisiu va ser Adele en un episodi de  Hart to Hart el 1981; després va tenir un paper a la pel·lícula de televisió Crazy Times. L'any següent, va fer el seu debut cinematogràfic com Terry Jean Moore a Lluitant pel meu fill, pel qual fou nominada al Globus d’Or a la nova estrella de l'any. - Actriu. El 1983, va protagonitzar Alison Ransom a la pel·lícula de televisió The Day After.
El 1984, va interpretar a McCoy a la pel·lícula Streets of Fire, i va tenir un paper secundari com Viola Kelsey a Places in the Heart. El 1985, va protagonitzar la pel·lícula de televisió The Laundromat, escrita per Marsha Norman, al costat de Carol Burnett. Va guanyar un CableACE Award per la seva actuació com a Deedee Johnson. Després va protagonitzar Glory Scheer, amb el seu marit Ed Harris, a La badia de l'odi, dirigida per Louis Malle. També el 1985, va interpretar a Sunny Mackenzie-Sobel a Twice in a Lifetime", per la qual va ser nominada al Globus d'Or a la millor actriu secundària i l'Oscar a la millor actriu secundària.

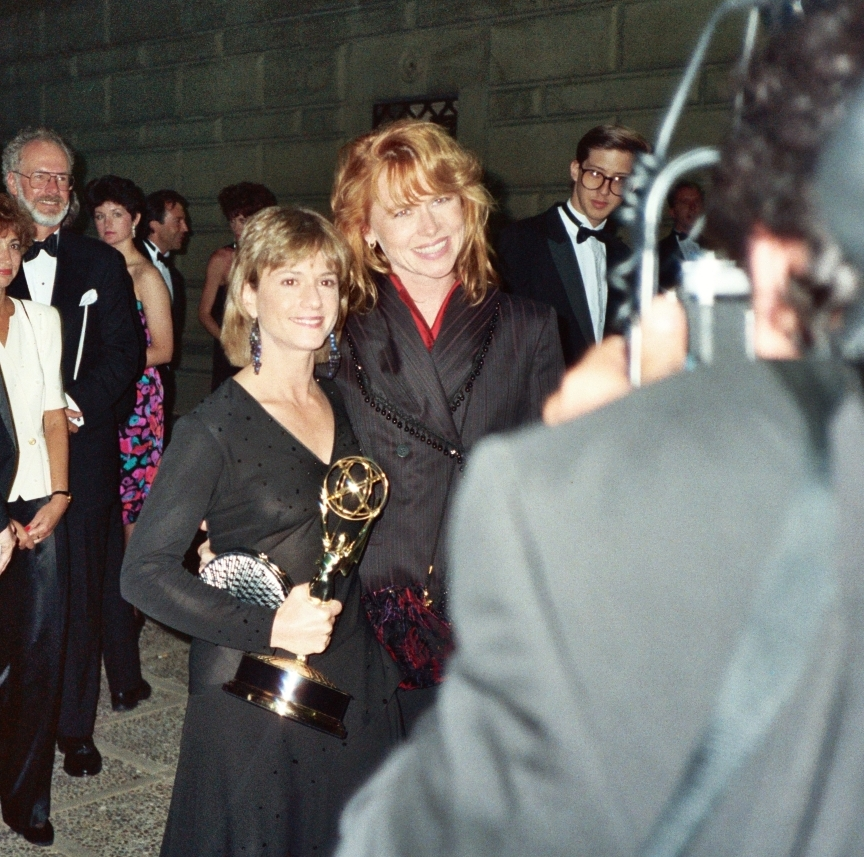
Madigan (centre) amb Holly Hunter als 41ns Premis Primetime Emmy el 1989

Madigan va fer el seu debut a Off-Broadway el 1987, interpretant a Sue Jack Tiller a The Lucky Spot de Beth Henley, pel qual va guanyar un Theatre World Award i va ser nominada per el Premi Drama Desk a la millor actriu en una obra de teatre. El 1988, va ser nominada a l'Independent Spirit a la millor actriu secundària per la seva actuació a The Prince of Pennsylvania. Aquell any, va actuar a A Lie of the Mind al Mark Taper Forum. En ella va interpretar l'esposa de Kevin Costner a Camp de somnis, que va ser nominada a l'Oscar a la millor pel·lícula; i va interpretar a Chanice Kobolowski, la xicota del personatge de John Candy, a la pel·lícula de John Hughes Oncle Buck. També el 1989, va guanyar un Globus d'Or a la millor actriu secundària - sèrie, minisèrie o pel·lícula de televisió i va ser nominada al Premi Primetime Emmy a la millor actriu principal en una minisèrie o una pel·lícula per la seva actuació. com Sarah Weddington a la pel·lícula de televisió Roe vs. Wade.
El 1990, Madigan va protagonitzar al costat de Paula Kelly a Stevie Wants To Play The Blues d'Eduardo Machado, per la qual va guanyar un Drama-Logue Award. El 1991, va protagonitzar al costat d'Olympia Dukakis la pel·lícula de televisió nominada als Emmy Lucky Day. Va fer el seu debut al Broadway en el paper de Stella Kowalski a Un tramvia anomenat Desig el 1992, al costat de Jessica Lange i Alec Baldwin, i va ser nominat per a un Outer Critics Circle Award per a la millor actuació debut. El 1996, ella i Harris van produir i protagonitzar la pel·lícula de televisió Riders of the Purple Sage. Després va protagonitzar amb Tilda Swinton a Perversions femenines. El 1997, va ser nominada a l'Independent Spirit a la millor actriu secundària per la seva interpretació de Brett Armerson a la pel·lícula Loved. L'any 2000, va interpretar a Peggy Guggenheim a la pel·lícula Pollock: La vida d'un creador, protagonitzada pel seu marit, que també va dirigir i produir.
El 2002 va tenir un paper secundari com a Reggie Fluty, l'oficial que va respondre per ajudar el moribund Matthew Shepard a la pel·lícula de televisió The Laramie Project. El 2003-2005, Madigan va tenir el paper secundari d'Iris Crowe/Irina, germana del vilà Justin Crowe, a la sèrie d'HBO "Carnivále". El 2005, va interpretar a Lori Lansky a Winter Passing, dirigida per Adam Rapp. L'any següent, va tenir un paper secundari com a Patricia Carver, una analista de la seu de la CIA, a la pel·lícula de televisió guanyadora d'un Emmy The Path to 9/11. El 2007, va interpretar a la cunyada d'Helene (Amy Ryan), Beatrice "Bea" McCready, a la pel·lícula Adéu, nena, adéu], dirigida per Ben Affleck. El 2008, va interpretar al Dr. Katharine Wyatt en diversos episodis de la sèrie de drama mèdic d'ABC Grey's Anatomy. Després va actuar com a estrella convidada a la sèrie de TNT Saving Grace  com Gretchen Lagardi. El 2011, va ser protagonista convidada a l'episodi final de la sèrie dramàtica de TNT Memphis Beat. El 2016, va interpretar Halie a la revival de l'obra de teatre de Sam Shepard Buried Child per a The New Group al Pershing Square Signature Center. Es va traslladar als Trafalgar Studios del West End el novembre de 2016, on Madigan va repetir el seu paper.

## Vida personal

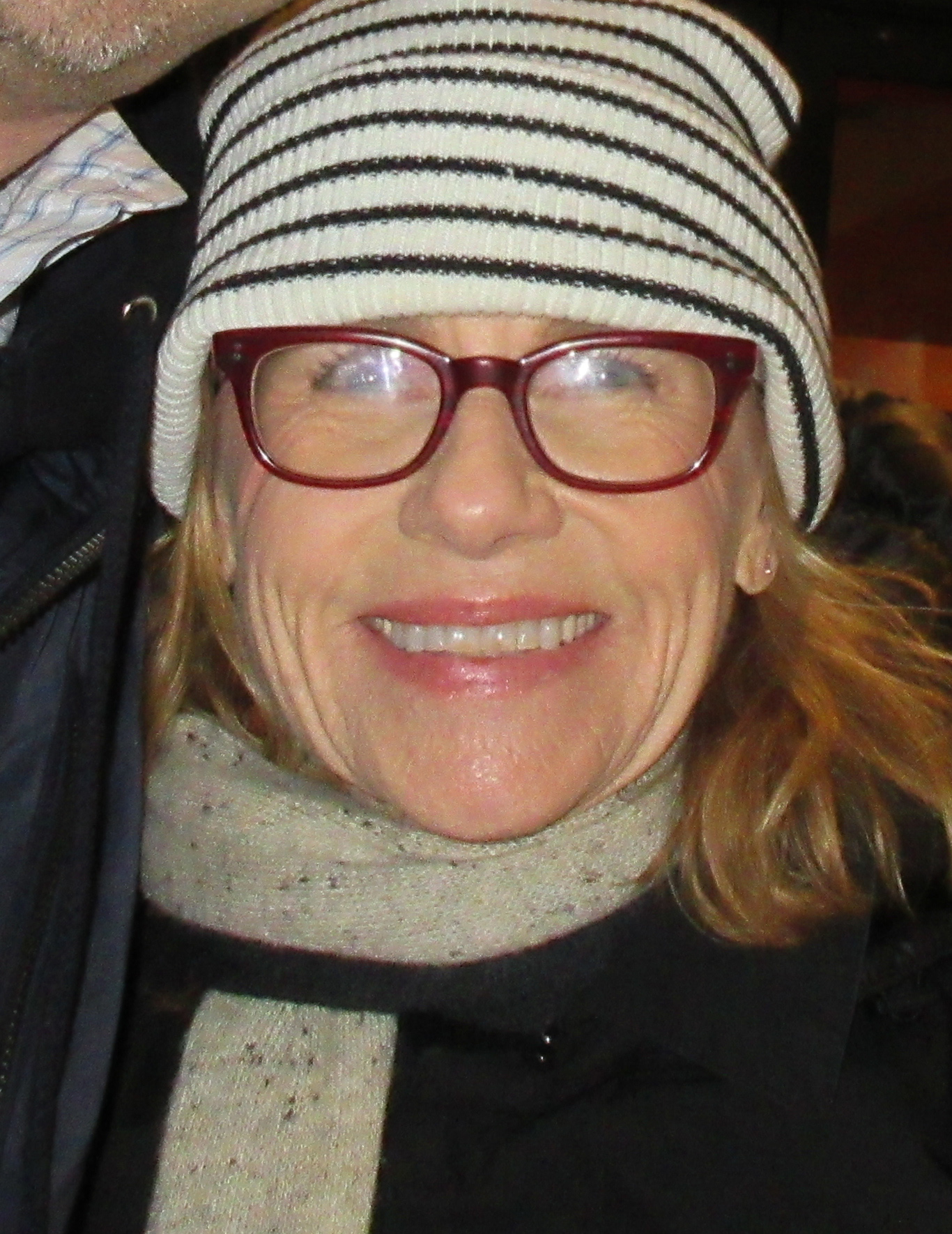
Madigan el 2018

Madigan està casada amb l'actor Ed Harris des del 21 de novembre de 1983. Tenen una filla. Madigan i Harris han estat col·laboradors freqüents durant els seus carreres.

## Filmografia

### Cinema
| Any  | Pel·lícula                    | Paper                   | Notes                   |
| ---- | ----------------------------- | ----------------------- | ----------------------- |
| 1982 | Lluitant pel meu fill         | Terry Jean Moore        |                         |
| 1983 | Travis McGee                  | Billy Jean Bailey       |                         |
| 1983 | Love Letters                  | Wendy                   |                         |
| 1984 | En un racó del cor            | Viola Kelsey            |                         |
| 1984 | Streets of Fire               | McCoy                   |                         |
| 1985 | La badia de l'odi             | Glory Scheer            |                         |
| 1985 | Twice in a Lifetime           | Sunny Mackenzie-Sobel   |                         |
| 1986 | Zeisters                      | Dona al Funeral         |                         |
| 1987 | Nowhere to Hide               | Barbara Cutter          |                         |
| 1988 | The Prince of Pennsylvania    | Carla Headlee           |                         |
| 1989 | Camp de somnis                | Annie Kinsella          |                         |
| 1989 | Uncle Buck                    | Chanice Kobolowski      |                         |
| 1993 | La meitat fosca               | Liz Beaumont            |                         |
| 1996 | Perversions femenines         | Maddie Stephens         |                         |
| 1996 | Riders of the Purple Sage     | Jane Withersteen        |                         |
| 1997 | Loved                         | Brett Armerson          |                         |
| 1998 | Amb amics com aquests         | Hannah DiMartino        |                         |
| 2000 | Pollock: La vida d'un creador | Peggy Guggenheim        |                         |
| 2002 | A Time for Dancing            | Jackie Russell          |                         |
| 2004 | The Discontents               | Beth Walker             |                         |
| 2004 | Admissions                    | Martha Brighton         |                         |
| 2004 | In the Land of Milk and Money | Arlyne                  |                         |
| 2005 | Winter Passing                | Lori Lansky             |                         |
| 2007 | Adéu, nena, adéu              | Bea McCready            |                         |
| 2007 | Doppelgänger                  | Victor's Mom            |                         |
| 2010 | Once Fallen                   | Rose Ryan               | Also executive producer |
| 2010 | Virginia                      | Roseanna Tipton         |                         |
| 2011 | That's What I Am              | Principal Evelyn Kelner |                         |
| 2012 | Future Weather                | Grandma Greta           |                         |
| 2013 | The Lifeguard                 | Justine London          |                         |
| 2013 | Sweetwater                    | Madame Bovary           |                         |
| 2014 | Shirin in Love                | Rachel Harson           |                         |
| 2014 | Frontera                      | Olivia McNary           |                         |
| 2015 | Grey Lady                     | Lola                    |                         |
| 2016 | Sensitivity Training          | Nancy Wolfe             |                         |
| 2016 | Rules Don't Apply             | Mrs. Bransford          |                         |
| 2017 | Stuck                         | Sue                     |                         |
| 2017 | A Crooked Somebody            | Joyce Vaughn            |                         |
| 2018 | American Woman                | Peggy                   |                         |
| 2019 | The Last Full Measure         | Donna Burr              |                         |
| 2020 | The Hunt                      | Miranda Ma              |                         |
| 2021 | Antlers                       | Principal Booth         |                         |
| TBA  | The Ploughmen                 |                         | En rodatge              |
| TBA  | School for the Blind          |                         | Anunciada               |

### Televisió
| Any       | Show                           | Paper               | Notes                                         |
| --------- | ------------------------------ | ------------------- | --------------------------------------------- |
| 1981      | Hart to Hart                   | Adele               | Episodi: "Slow Boat to Murder"                |
| 1981      | Crazy Times                    | Marilyn             | Telefilm                                      |
| 1981      | CHiPs                          | Jewel Bennett       | Episodi: "Finders Keepers"                    |
| 1982      | The Ambush Murders             | Molly Slavin        | Telefilm                                      |
| 1982      | Victims                        | Chloe Brill         | Telefilm                                      |
| 1983      | The Day After                  | Alison Ransom       | Telefilm                                      |
| 1983      | Travis McGee                   | Billy Jean Bailey   | Telefilm                                      |
| 1984      | Eureka Stockade                | Sarah Jamieson      | 3 episodis                                    |
| 1985      | The Laundromat                 | Deedee Johnson      | Telefilm                                      |
| 1988      | American Playhouse             | Sarah Penn          | Episodi: "The Revolt of Mother"               |
| 1989      | Roe vs. Wade                   | Sarah Weddington    | Telefilm                                      |
| 1991      | Lucky Day                      | Kari Campbell       | Telefilm                                      |
| 1994      | And Then There Was One         | Roxy Ventola        | Telefilm                                      |
| 1994      | Frasier                        | Maggie (veu)        | Episodi: "Flour Child"                        |
| 1994      | Crocodile Shoes                | Carmel Cantrell     | 2 episodis                                    |
| 1996      | Riders of the Purple Sage      | Jane Withersteen    | Telefilm; also executive producer             |
| 1998      | A Bright Shining Lie           | Mary Jane Vann      | Telefilm                                      |
| 1999      | Having Our Say                 | Amy Hill Hearth     | Telefilm                                      |
| 2000      | In the Name of the People      | Connie Murphy       | Telefilm                                      |
| 2001      | Shot in the Heart              | Bessie Gilmore      | Telefilm                                      |
| 2002      | Just a Dream                   | Cindy Wilder        | Telefilm                                      |
| 2002      | The Laramie Project            | Reggie Fluty        | Telefilm                                      |
| 2003–2005 | Carnivàle                      | Iris Crowe          | 22 episodis                                   |
| 2004      | The Ranch                      | Mary Larkin         | Telefilm                                      |
| 2006      | Murder on Pleasant Drive       | Aunt Sherrie Davis  | Telefilm                                      |
| 2006      | The Path to 9/11               | Patricia Carver     | 2 episodis                                    |
| 2007      | Criminal Minds                 | Jane Hanratty       | 2 episodis                                    |
| 2008      | Saving Grace                   | Gretchen Lagardi    | Episodi: "A Little Hometown Love"             |
| 2008      | Living Proof                   | Fran Visco          | Telefilm                                      |
| 2008–2009 | Grey's Anatomy                 | Dr. Katharine Wyatt | 9 episodis                                    |
| 2009      | ER                             | Mary Taggart        | 2 episodis                                    |
| 2010      | Law & Order                    | Emily Ryan          | Episodi: "Innocence"                          |
| 2010–2011 | Fringe                         | Marilyn Dunham      | 3 episodis                                    |
| 2011      | Memphis Beat                   | Kate Murphy         | Episodi: "The Feud"                           |
| 2012      | The Dust Bowl                  | Sanora Babb         | Episodi: "Reaping the Whirlwind"              |
| 2016      | Grace and Frankie              | Elaine Millstein    | Episodi: "The Loophole"                       |
| 2016      | How to Get Away with Murder    | Irene Crawley       | Episodi: "There Are Worse Things Than Murder" |
| 2018      | Ice                            | Diane Pierce        | 3 episodis                                    |
| 2020      | Penny Dreadful: City of Angels | Adelaide Finnister  |                                               |

## Teatre
| Any       | Obra                      | Paper           | Lloc                               |
| --------- | ------------------------- | --------------- | ---------------------------------- |
| 1987      | The Lucky Spot            | Sue Jack Tiller | New York City Center, Off-Broadway |
| 1992      | Un tramvia anomenat Desig | Stella Kowalski | Ethel Barrymore Theatre, Broadway  |
| 2013      | The Jacksonian            | Susan Perch     | Theatre Row, Off-Broadway          |
| 2016      | Buried Child              | Halie           | The New Group, Off-Broadway        |
| 2016–2017 | Buried Child              | Halie           | Trafalgar Studios, West End        |

## Premis i nominacions
| Any  | Premi                                                                                      | Obra                       | Resultat  |
| ---- | ------------------------------------------------------------------------------------------ | -------------------------- | --------- |
| 1983 | Globus d'Or a la millor nova estrella – Actriu                                             | Lluitant pel meu fill      | Nominat   |
| 1984 | Premi a la millor actriu del Festival de Sitges                                            | Streets of Fire            | Guanyador |
| 1985 | ACE Award a la millor actriu en un especial cinematogràfic o dramàtic                      | The Laundromat             | Guanyador |
| 1986 | Oscar a la millor actriu secundària                                                        | Twice in a Lifetime        | Nominat   |
| 1986 | Globus d'Or a la millor actriu secundària                                                  | Twice in a Lifetime        | Nominat   |
| 1987 | Theatre World Award                                                                        | The Lucky Spot             | Guanyador |
| 1987 | Premi Drama Desk a la millor actriu en una obra de teatre                                  | The Lucky Spot             | Nominat   |
| 1989 | Independent Spirit a la millor actriu secundària                                           | The Prince of Pennsylvania | Nominat   |
| 1989 | Premi Primetime Emmy a la millor actriu principal en una minisèrie o pel·lícula            | Roe vs. Wade               | Nominat   |
| 1990 | Globus d'Or a la millor actriu secundària en sèrie, minisèrie o telefilm                   | Roe vs. Wade               | Guanyador |
| 1990 | Chicago Film Critics Association Award a la millor actriu secundària                       | Camp de somnis             | Nominat   |
| 1992 | Outer Critics Circle Award a la millor actuació debutant                                   | Un tramvia anomenat Desig  | Nominat   |
| 1993 | Fangoria Chainsaw a la millor actriu                                                       | La meitat fosca            | Nominat   |
| 1995 | CableACE Award a la millor actriu en pel·lícula o minisèrie                                | And Then There Was One     | Guanyador |
| 1996 | Bronze Wrangler al millor telefilm                                                         | Riders of the Purple Sage  | Guanyador |
| 1998 | Independent Spirit a la millor actriu secundària                                           | Loved                      | Nominat   |
| 1999 | Premi Satellite a la millor actriu secundària - sèrie, minisèrie o pel·lícula de televisió | A Bright Shining Lie       | Nominat   |
| 2002 | OFTA Television Award a la millor actriu secundària en pel·lícula o minisèrie              | The Laramie Project        | Nominat   |
| 2003 | Premi Satellite a la millor actriu secundària - sèrie, minisèrie o pel·lícula de televisió | Just a Dream               | Nominat   |
| 2004 | Premi Satellite a la millor actriu - Sèrie de televisió dramàtica                          | Carnivàle                  | Nominat   |
| 2007 | Critics' Choice Movie Award al millor conjunt d'actuació                                   | Adéu, nena, adéu           | Nominat   |